# Бруно Жерве
Бруно Жерве (фр. Bruno Gervais; 3 жовтня 1984, м. Лонгьой, Канада) — колишній канадський хокеїст, захисник.
Виступав за «Акаді-Батерст Тайтен» (QMJHL), «Бриджпорт-Саунд Тайгерс», «Адірондак Фантомс» (АХЛ), «Нью-Йорк Айлендерс», «Тампа-Бей Лайтнінг», «Гайльбронн Фалконс», «Філадельфія Флаєрс», «Айсберен Берлін».
В чемпіонатах НХЛ — 418 матчів (16+71), у турнірах Кубка Стенлі — 5 матчів (1+1).